# Vasile Bolea
Vasile Bolea (n. 27 octombrie 1982, Moscova, RSFS Rusă, URSS) este un politician, jurist și fost rugbist din Republica Moldova, care din noiembrie 2014 este deputat în Parlamentul Republicii Moldova, ales pe lista Partidului Socialiștilor din Republica Moldova (PSRM). Din anul 2019 este președintele Comisiei juridice, numiri și imunități a Parlamentului și este secretar al fracțiunii PSRM în Parlament.
Înainte de a se implica în politică, Vasile Bolea a fost rugbist de performanță. De-a lungul carierei sale sportive a jucat pe postul de pilier dreapta, pilier stânga, dar și în linia a doua. A jucat și rugby–7, fiind titular în echipa Moldovei care a obținut cea mai mare performanță a sa la nivel internațional – medalia de bronz la Campionatul European din 2007.

## Cariera sportivă
Bolea și-a început cariera de rugbist la echipele chișinăuene, apoi a fost selecționat în echipa națională a Moldovei. Peste un timp, s-a transferat la echipa ucraineană Aviator Kiev, cu care în trei ani a obținut trei medalii în campionatul Ucrainei, una de bronz și două de argint.
Tot cu Aviator Kiev, Vasile Bolea a jucat de trei ori în finala Cupei Ucrainei la rugby, pierzând de fiecare dată în fața celor de la HTZ Harkov. Ulterior, Bolea s-a transferat la Credo Odesa, formație cu care din primul sezon a câștigat titlul național. 
Concomitent cu cariera de sportiv, Bolea a studiat și a absolvit Facultatea de Drept, devenind ulterior avocat.
După un meci al naționalei Moldovei disputat la Heidelberg, Bolea a fost aproape de un transfer la campioana Germaniei, dar în cele din urmă transferul a eșuat din cauza procedurilor birocratice legate de deschiderea vizei, care s-au întins timp îndelungat, împiedicând mutarea.
În 2013 Vasile Bolea a candidat la funcția de președinte al Federației Moldovenești de Rugby, dar n-a fost admis în concurs pe motiv că nu a plătit cotizațiile de membru timp de câțiva ani și din aceste considerente nu mai făcea parte din federație. El a declarat atunci că nu a plătit cotizația de membru (100 de lei lunar) pentru că Federația de Rugby activa ilegal deja de 3 ani (la acel moment) și că va cere instituțiilor de resort sa verifice acest lucru.

## Cariera politică

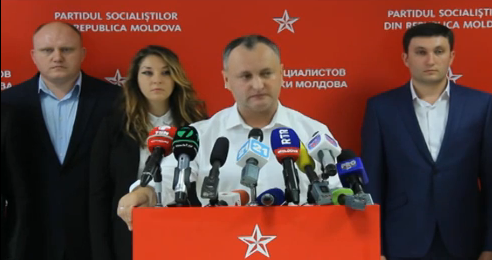
Vasile Bolea, alături de Marina Radvan și Igor Dodon la o conferință de presă

În toamna anului 2012, Vasile Bolea, împreună cu Vlad Batrîncea și Grigore Novac a depus la Curtea de Apel Chișinău o cerere (din partea Fundației „Soluția”) privind evacuarea pietrei comemorative în memoria victimelor ocupației sovietice instalate în Piața Marii Adunări Naționale. Atunci instanța a hotărât că cererea depusă împotriva Primăriei Chișinău este nefondată. În vara anului 2014, în timp ce la Bruxelles avea loc semnarea Acordului de Asociere și Liber Schimb dintre Republica Moldova și Uniunea Europeană, reprezentanți ai Partidului Socialiștilor, în frunte cu Vasile Bolea și deputatul Ion Ceban, au organizat un protest în fața sediului Comisiei Europene la Chișinău, scandând mesaje antieuropene și militând pentru organizarea în Republica Moldova a unui referendum în această problemă.
Vasile Bolea a fost prezent la majoritatea protestelor organizate de PSRM în ultimii ani, dar și la multe dezbateri din campania electorală din 2014. Alături de colegii săi, el a insistat asupra interzicerii prin lege a unionismului și a introducerii în școli drept discipline obligatorii a cursurilor „Istoria Moldovei” și „Limba moldovenească”. El mai promitea atunci alegătorilor că dacă ajunge la guvernare, PSRM va reduce în jumătate tarifele la gaze, energie electrică și utilități; în 4 ani va crea 112 întreprinderi și 200 000 de locuri de muncă, va oferi burse mai mari și pensii majorate cu cel puțin 20%.
În prezent Vasile Bolea este președinte al Asociației Municipale de Rugby din Chișinău. De asemenea, Bolea ocupă postul de șef al departamentul juridic al fundației de binefacere „Soluția”, fondată de Igor Dodon în septembrie 2011. Este membru al Consiliului republican al PSRM.
La alegerile parlamentare din 30 noiembrie 2014 din Republica Moldova Bolea a candidat din partea Partidului Socialiștilor din Republica Moldova, de pe poziția a 14-a în listă, în urma totalizării rezultatelor devenind deputat în Parlamentul Republicii Moldova.
Pe 14 mai 2015, Vasile Bolea și Andrei Neguța au fost delegați de Partidul Socialiștilor, alături de Artur Reșetnicov și Vladimir Vitiuc (de la PCRM) și Dumitru Diacov și Sergiu Sîrbu (de la PD) – într-un grup parlamentar de lucru privind proiectul de lege promovat de către comuniști, care vizează aprobarea „neutralității permanente” a Republicii Moldova.
Pe 19 mai 2015, consilierii comuniști din Consiliul municipal Chișinău au anunțat în cadrul conferințe de presă că vor cere ajutorul colegilor din fracțiunea parlamentară a PCRM pentru retragerea imunității parlamentare a deputaților Anatolie Labuneț, Grigore Novac, Ion Ceban, Vasile Bolea și Marina Radvan, după ce aceștia împreună cu câțiva consilieri și aleși PSRM au provocat bătăi la ședința Primăriei Municipiului Chișinău și pe un șantier de construcții din Chișinău.